# Churrätien

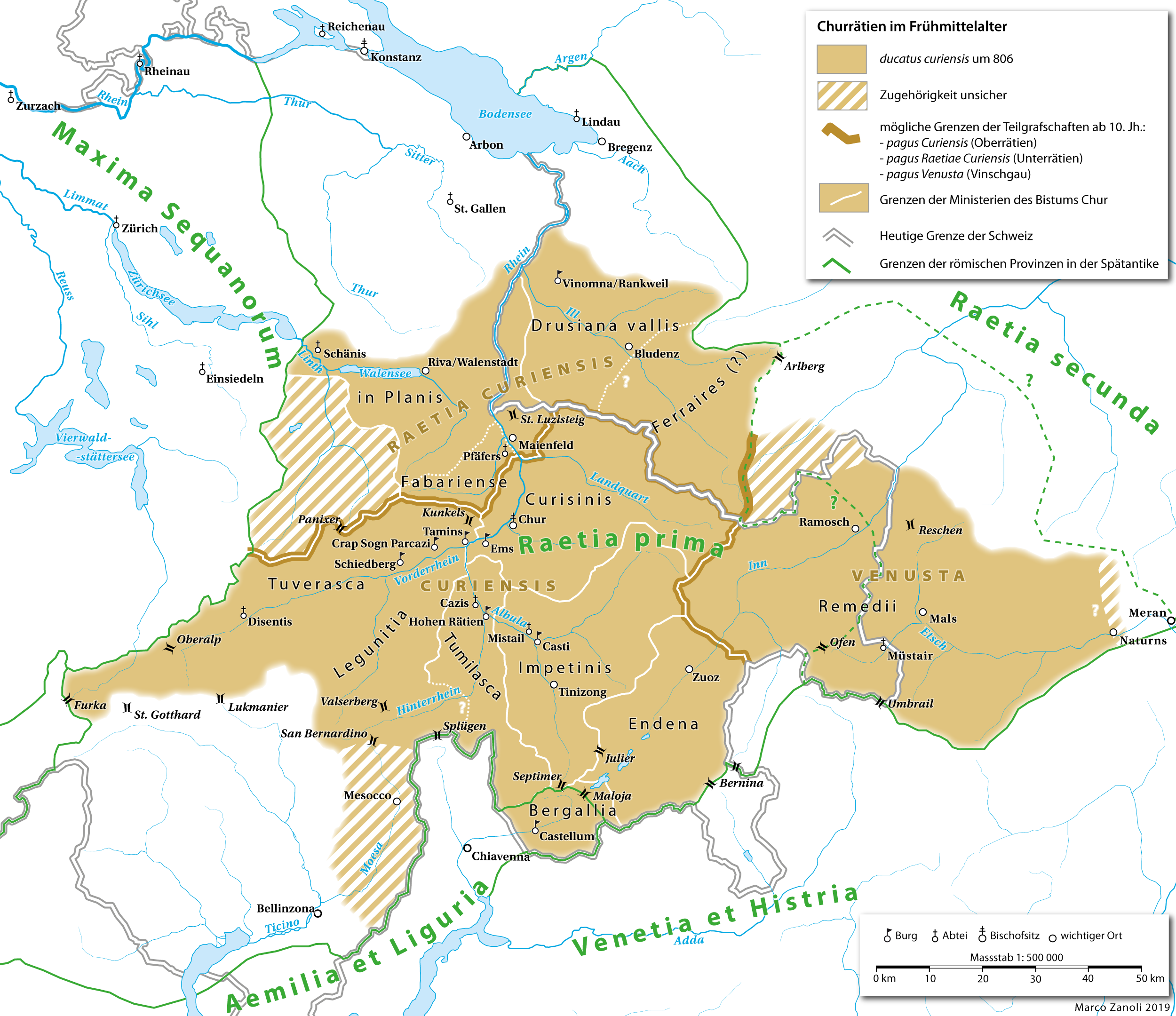
Churrätien im Frühmittelalter

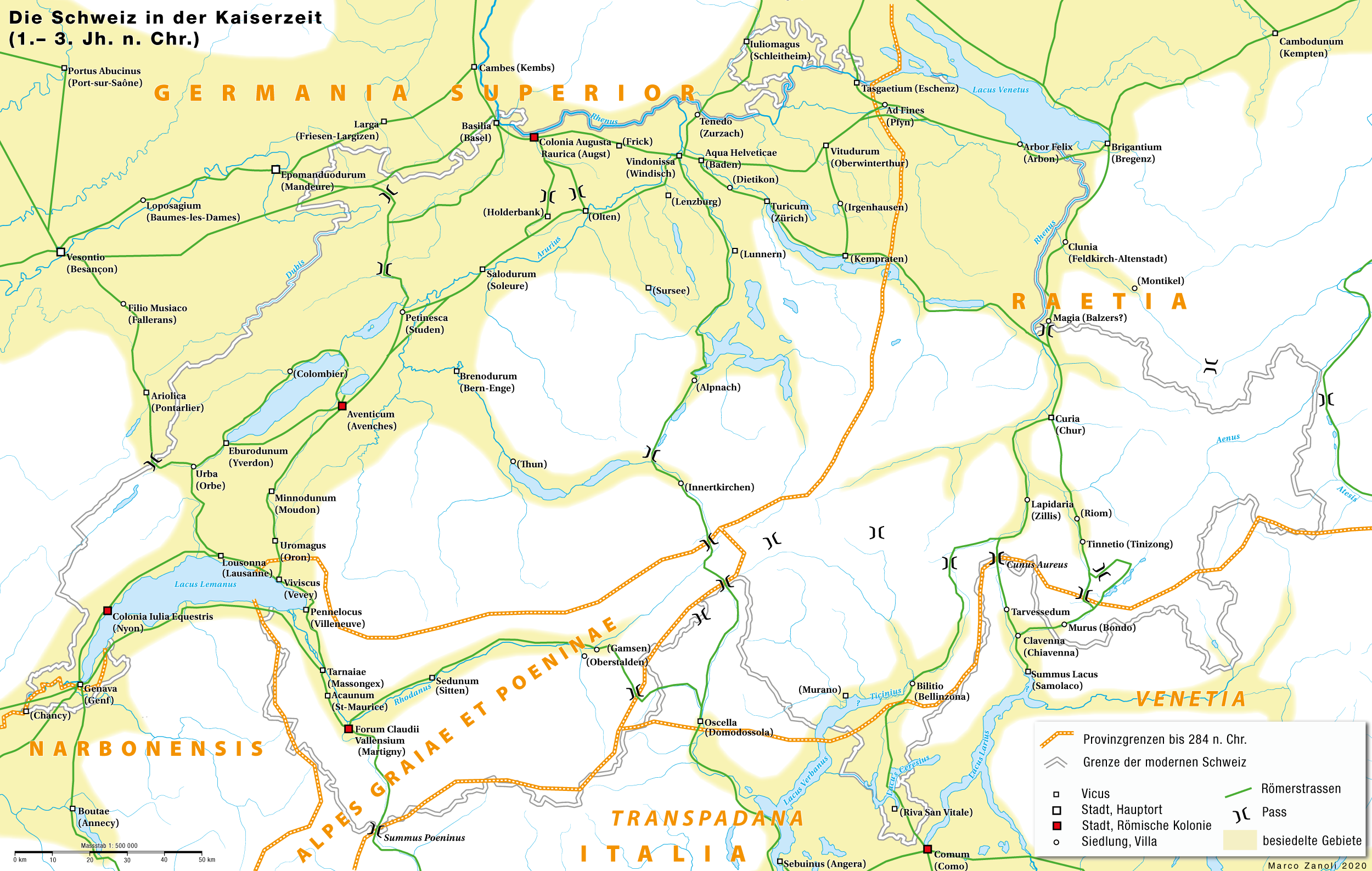
Die Schweiz in römischer Zeit

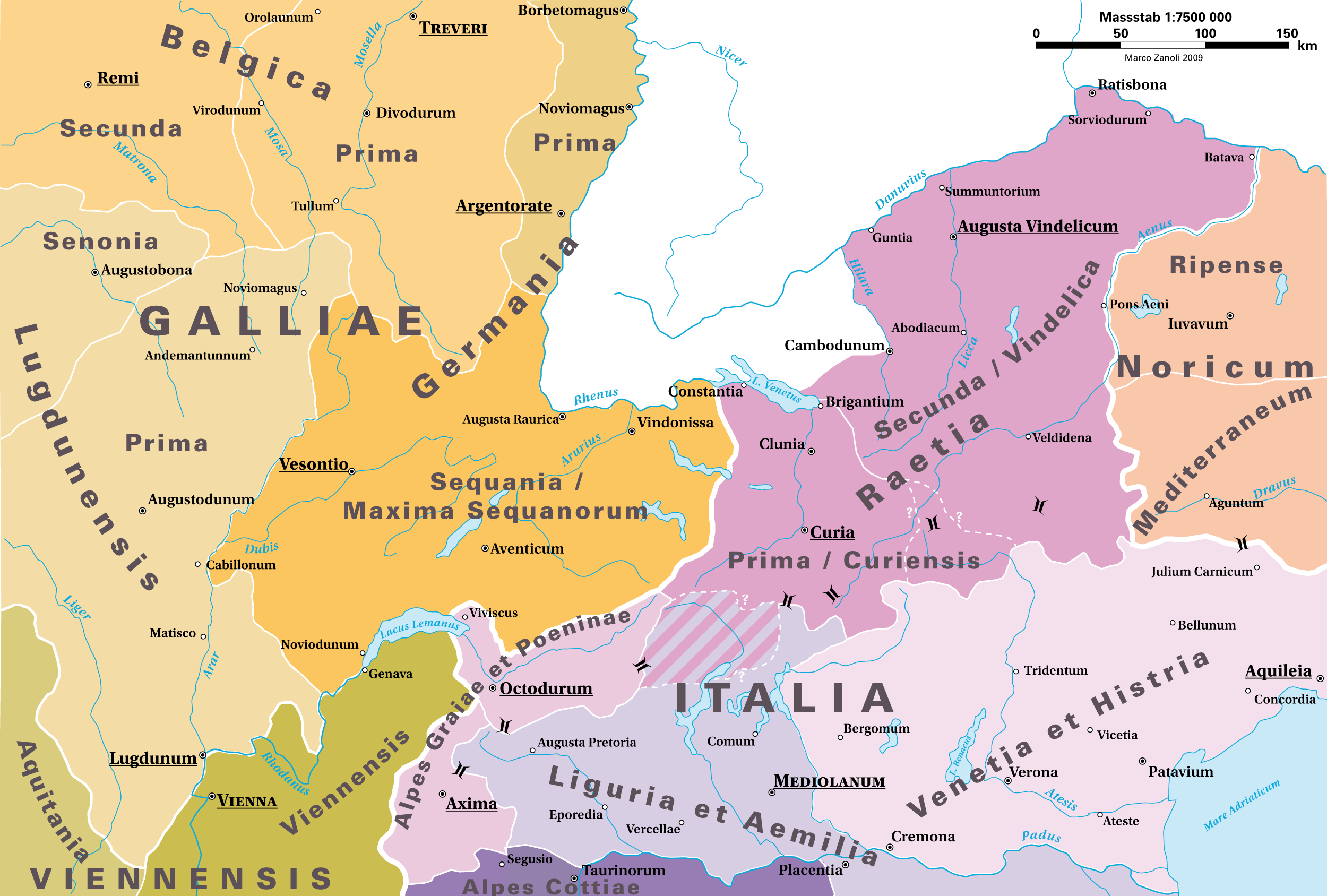
Die römischen Provinzen im Alpenraum um 395

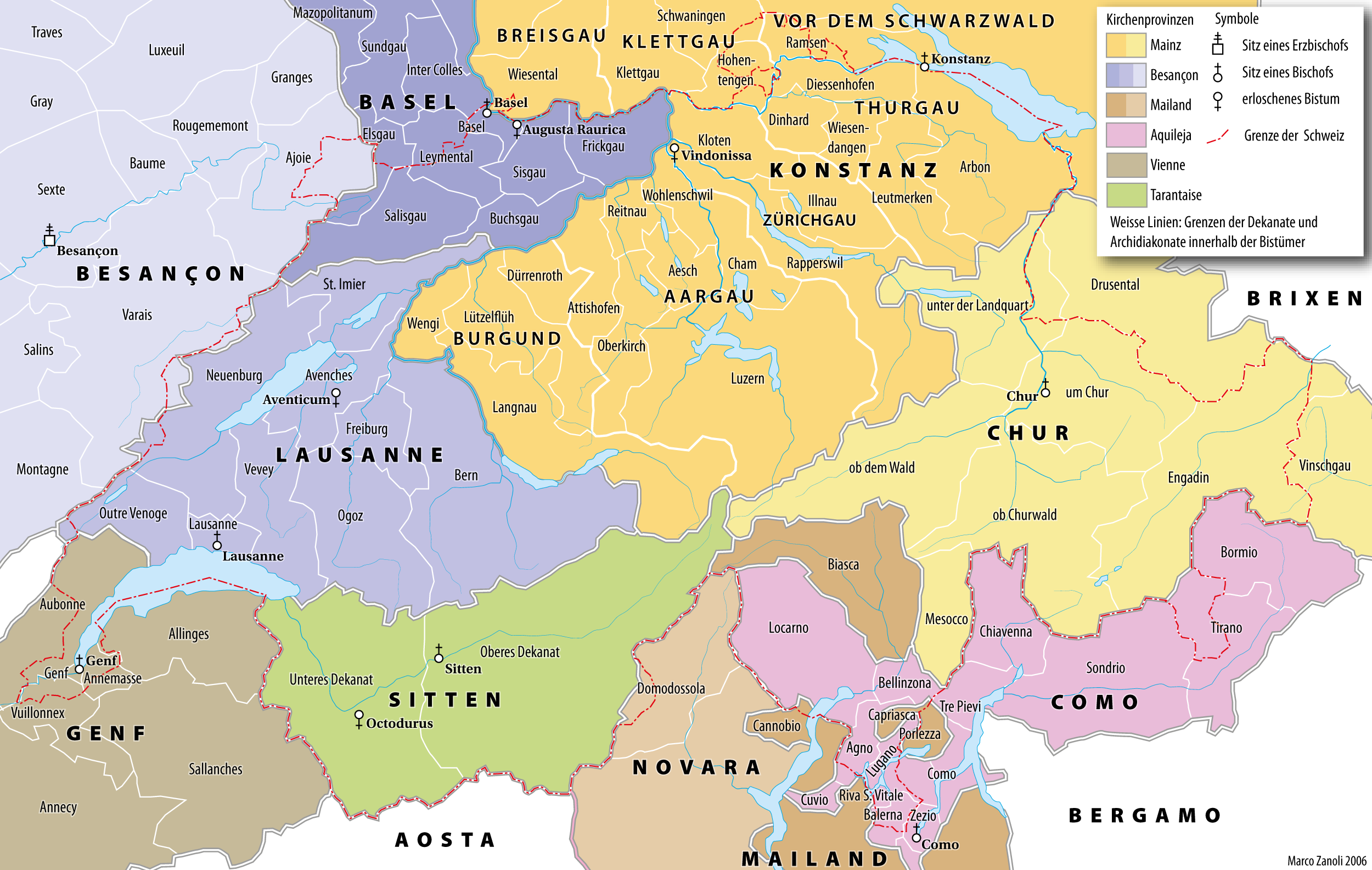
Die historische kirchliche Einteilung der Schweiz

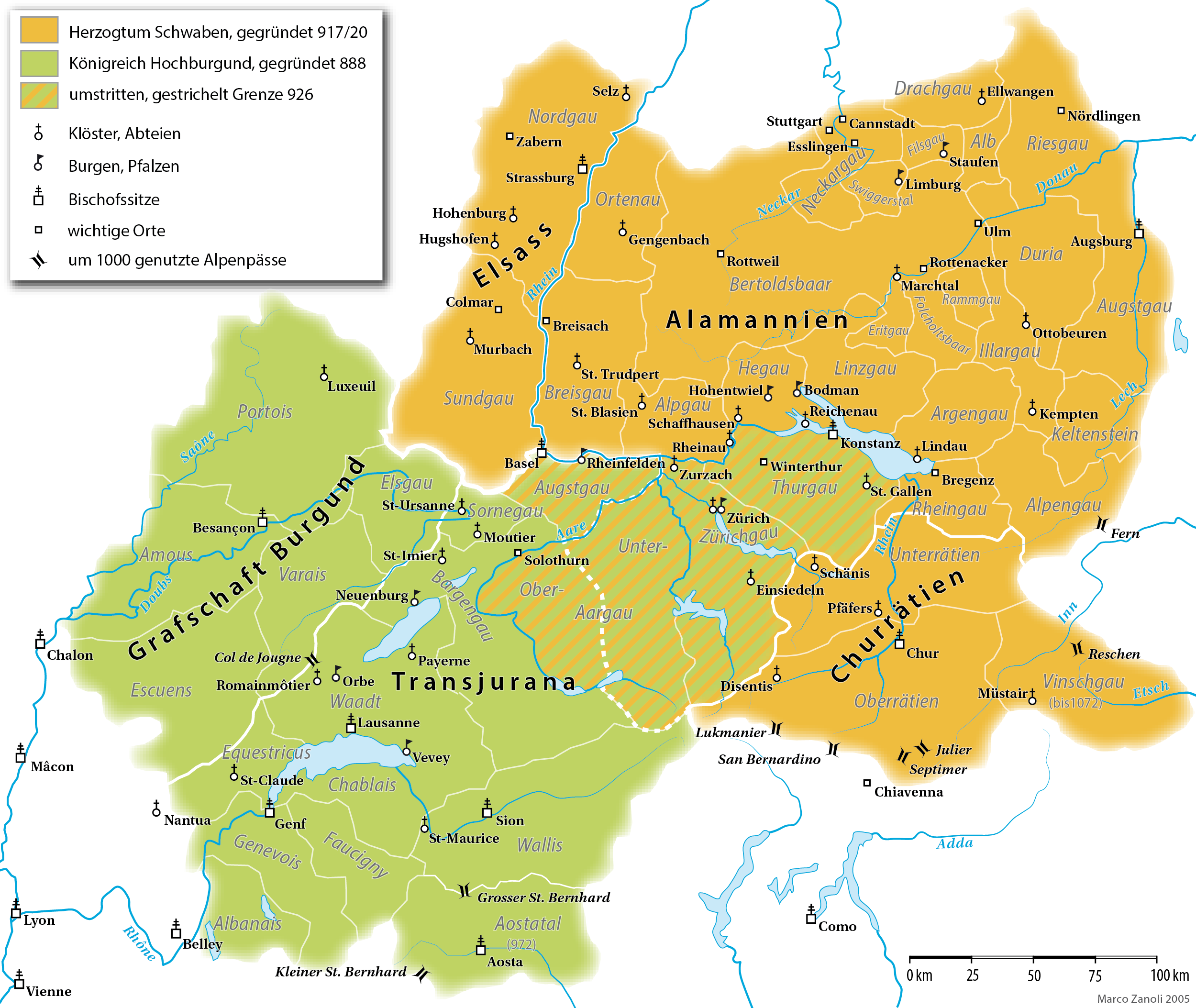
Alamannien und Hochburgund im 10. und 11. Jahrhundert

Churrätien ist ab dem Frühmittelalter bis in die frühe Neuzeit eine Bezeichnung für denjenigen Teil der spätrömischen früheren römischen Provinz Raetia prima, der in der Zeit der Völkerwanderung seinen sprachlichen und kulturellen Charakter erhalten konnte und weiterhin von Curia Raetorum (Chur) aus verwaltet wurde. Die Raetia prima hiess bereits in der Römerzeit auch nach ihrer Hauptstadt Raetia Curiensis. «Churrätien» ist also zunächst nichts anderes als die deutsche Übersetzung der lateinischen Bezeichnung. Verwendet wird dieser deutsche Name aber üblicherweise nur für den zentralen und südlichen Teil der früheren Provinz, nachdem in der Völkerwanderungszeit, wohl zwischen 400 und 600, der nördliche Teil zwischen Konstanz und Bregenz unter völliger Verdrängung bzw. Assimilation der romanisierten Bevölkerung alamannisch besiedelt wurde. Dagegen blieb im Bereich Churrätiens die romanische Kultur und Sprache noch bis tief ins Mittelalter und teilweise bis heute erhalten, weshalb es auch als «Churwalchen» oder «Churwahlen» bezeichnet wurde – wobei „walch“ oder „welsch“ aus deutscher Sicht die romanische Sprache und Kultur bezeichnet.

## Ausdehnung
Der genaue Umfang Churrätiens lässt sich heute nicht mehr exakt feststellen und änderte sich wohl auch im Laufe der Jahrhunderte. Den Kern Churrätiens bildete das heutige Graubünden ohne Misox und Puschlav, das heutige Liechtenstein, in Vorarlberg der Walgau samt Feldkirch, Damüls, Großem Walsertal und Montafon, das St. Galler Rheintal bis zum Hirschensprung und das Sarganserland. Ferner gehörten der Vinschgau (bis ins 12. Jahrhundert), Ursern und die Linthebene, möglicherweise auch der ganze heutige Kanton Glarus zu Churrätien. Es ist umstritten, ob das Bergell und der Vinschgau bereits in der Spätantike zur Provinz Raetia prima gehörten. Beide Gebiete gelangten aber im 6. Jahrhundert zu Churrätien.
Organisatorisch deckte sich Churrätien im Wesentlichen mit dem damaligen Bistum Chur. Vermutlich hatte der Churer Bischof in der Völkerwanderungszeit die Verwaltung der Raetia prima übernommen, nachdem sich zunächst die Römer und dann die Ostgoten auf die Verwaltung und Verteidigung ihrer Kernlande konzentrieren mussten. Erst die Reorganisation des Bistums Chur nach 1815 passte die historischen Grenzen den veränderten politischen Bedingungen an.

## Geschichte

### Die römische Provinz Raetia
Unter dem Provinznamen Raetia (ursprünglich Raetia et Vindelicia) waren in der ersten Hälfte des 1. Jahrhunderts n. Chr. die 15 v. Chr. eroberten Gebiete des Alpenvorlands zwischen Donau und Inn, der heutigen Schweiz südlich des Bodensees sowie des nördlichen Tirols unter der römischen Herrschaft zusammengefasst worden. Um 180 wurde Raetia zur kaiserlichen Provinz 2. Klasse, verwaltet von einem Senator mit praetorischem Rang. Im Zuge der diokletianischen Reichsreformen wurde die Provinz Raetia 297 n. Chr. entlang des Bodensees und der Nordalpen in zwei neue Provinzen, Raetia prima (Curiensis) und Raetia secunda (Vindelica), aufgeteilt. Die beiden neuen Provinzen gehörten zur Diözese Italia und waren militärisch gemeinsam einem Dux Raetiae primae et secundae unterstellt. Die Zivilverwaltung oblag in den beiden neuen Provinzen jeweils einem Praeses, Statthaltern niederen Ranges. Von deren Residenzen Curia Raetorum (Chur) und Augusta Vindelicorum (Augsburg) leiteten sich die späteren deutschen Bezeichnungen «Churrätien» und «Vindelicien» ab.
Das Gebiet der Provinz Raetia prima im 4. Jahrhundert ist aus Quellen kaum zu erkennen. Lange herrschte die Meinung vor, sie habe einfach den alpinen Teil der Vorgängerprovinz Raetia umfasst, also auch die Nordalpen bis Kufstein, das Inntal von Altfinstermünz abwärts bis zum Zillertal und das obere Eisacktal. Der Neue Pauly (2001) und Heuberger (1930e, ohne Vinschgau seit 1932) geben dagegen ungefähr die Argen als Nordgrenze und die Ostgrenze als von Isny im Allgäu über den Arlberg durchs Val Müstair zum Stilfser Joch verlaufend an. Ob auch das nördliche Tessin mit Bellinzona und das italienische Eschental zur Raetia prima gehörten, ist nicht sicher belegt.

### Ende der Römischen Herrschaft – Völkerwanderungszeit
Auch nach dem Untergang des Weströmischen Reichs 476 n. Chr. riss die politische Verbindung von Raetia prima mit Italien nicht ab, im Gegenteil. Zunächst gelangte diese Provinz unter die Herrschaft Odoakers. Nach dessen Tod 493 erlangte das Ostgotenreich die Kontrolle über Raetia prima. Der ostgotische König Theoderich setzte in der Provinz Raetia prima zur Sicherung Italiens wieder einen Dux (deutsch: Herzog) ein. Dieser hatte aber rein militärische Befugnisse. Für die Zivilverwaltung erhielt sich das Amt des Praeses. Der Hauptsitz dieser Verwaltung war Chur, das 452 erstmals als Bischofssitz erwähnt wurde. 537 musste der ostgotische König Witichis einen Teil Raetiens prima, das Gebiet südlich des Bodensees, an den Frankenkönig Theudebert I. abtreten als Gegenleistung für dessen Unterstützung der Ostgoten gegen das Byzantinische Reich (Gotenkrieg (535–554)). Die militärische Schwächung der Ostgoten im Kampf gegen die Byzantiner ausnutzend, brachte Theudebert I. bis zu seinem Tod 548 auch den Rest von Raetien prima mit den militärisch und wirtschaftlich bedeutenden Bündner Passstrassen unter seine Kontrolle. Wie dies genau geschah, durch Kampf oder Abmachung, ist nicht überliefert. Raetia prima, seit dem Mittelalter Churrätien genannt, war nun Teil des Reichs der Merowinger und verlor damit endgültig die politische Verbindung mit Italien.
Für die wirtschaftlichen Verbindungen zwischen Churraetien und Italien galt dies jedoch nicht. Auch wenn es aus der Merowingerzeit fast keine gesicherten Informationen über Churrätien gibt, so wird es doch wissenschaftlich als sicher angesehen, dass weiter Handel zwischen dem nun langobardischen Italien und dem Norden getrieben wurde. Die Geschichtsschreibung ist sich darin einig, dass sich Churrätien in dieser Zeit weitgehender Selbständigkeit erfreute, ohne dass die Bindung ans Frankenreich ganz gelöst wurde. Erst die Alamannenzüge 710 bis 712 und die endgültige Wiedereingliederung Alamanniens ins Frankenreich durch Karl Martell um 740 brachten auch Churrätien wieder näher ans fränkische Reich.
Die politische Kontrolle über Churrätien lag während der fränkischen Herrschaft in der Hand der Churer Adelsfamilie der Viktoriden. Verschiedene Vertreter dieser Dynastie verbanden das alte politische Amt des praeses mit der Würde des Bischofs von Chur. So gelang es ihnen, sowohl das alte römische Kaiser- und Fiskalgut wie auch Kirchengüter zu kontrollieren.

### Eingliederung ins Frankenreich: Die Grafschaft (Chur-)Rätien
Mit dem Tod des Churer Bischofs Tello (765) endete die Victoridenherrschaft. Karl der Grosse nutzte die Gelegenheit, indem er dessen Nachfolger, Bischof und Rector Constantius, 772/74 eine Schutzurkunde ausstellte, um ihn wieder an die Königsherrschaft zu binden. Dessen Nachfolger Remedius kam dann bereits vom Kaiserhof. Den Tod des Remedius (ca. 806) benutzte Karl dann zur endgültigen Integration des strategisch wichtigen Churrätiens in sein Reich. Indem er eine Ausscheidung zwischen Reichs- und Kirchengut vornahm (divisio inter episcopatum et comitatum) entzog er den Bischöfen von Chur praktisch die materielle Grundlage ihrer weltlichen Herrschaft, da offenbar diese «Teilung» den grössten Teil des bischöflichen Guts in Königsgut umwandelte. Weiter wurde in Churrätien die Grafschaftsverfassung eingeführt, also auch direkt die weltliche von der geistlichen Gerichtsgewalt geschieden.
Als Graf von Churrätien (comes curiae/curiensis) wurde Hunfried I. eingesetzt, dem das Königsgut als Herrschaftsgrundlage diente. Der Umfang dieses Königsguts wird durch ein Urbar des Reichsguts in Churrätien aus der 1. Hälfte des 9. Jahrhunderts zumindest teilweise überliefert. Dieses scheint aufgenommen worden zu sein als Reaktion auf vier Klageschriften des Bischofs Victor III. von Chur an Kaiser Ludwig den Frommen (825), in denen sich der Bischof über die Übergriffe des Grafen Roderich auf das dem Bistum noch verbliebene Gut beschwerte.
Die (Mark-)Grafschaft (Chur-)Rätien bildete fortan einen Teil des fränkischen Reiches. 917 proklamierte Markgraf Burchard II. von Churrätien das Herzogtum Schwaben. Unter seinen Nachfolgern wurde Churrätien deshalb Teil des Herzogtums Schwaben und mit diesem wiederum des Heiligen Römischen Reiches. Ob Churrätien im 10. Jahrhundert in drei Grafschaften aufgeteilt wurde, ist in der Forschung umstritten. Da die ursprüngliche Grafschaft Rätien nun in Personalunion mit dem Herzogtum Schwaben verbunden war, könnte diese in drei Grafschaften geteilt worden sein: Oberrätien (pagus Curiensis) und Unterrätien (pagus Raetia Curiensis), getrennt durch die Landquart und die Rätikonkette, sowie der Vinschgau (pagus Venusta), der auch das Unterengadin umfasste. Die Grafschaft über den Vinschgau fiel Mitte des 12. Jahrhunderts an die Grafen von Tirol, Oberrätien an die Grafen von Buchhorn und Unterrätien an die Grafen von Bregenz.

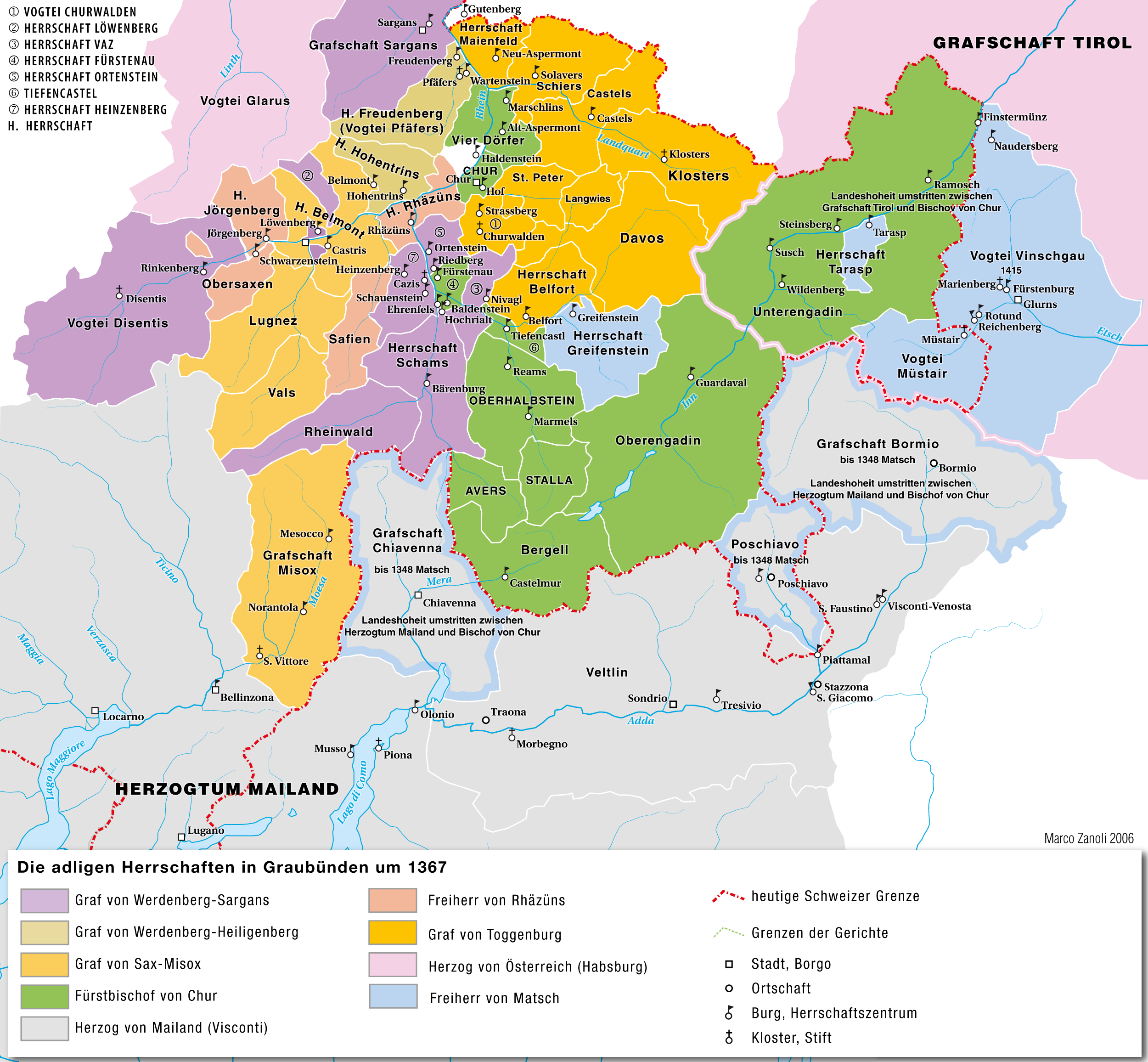
Adlige Herrschaften in Graubünden um 1367

Die Bischöfe von Chur konnten sich im Mittelalter zwar wieder verschiedene Herrschaftsrechte in Churrätien verschaffen, ihr weltlicher Einfluss blieb jedoch auf die Umgebung von Chur, das Domleschg, das Engadin, das Bergell, Chiavenna, Bormio und den Vinschgau beschränkt.

### 18. und 19. Jahrhundert – der helvetische Kanton Rätien
Die geographische Bezeichnung «Rätien» wurde im ganzen Mittelalter und vermehrt wieder im 18. und 19. Jahrhundert für den Freistaat der drei Bünde verwendet. Der Zusatz Chur-Rätien verschwand endgültig im 19. Jahrhundert. Als am 21. April 1799 der ehemalige Freistaat der drei Bünde als neuer Kanton in die Helvetische Republik aufgenommen wurde, erhielt dieser vorerst die Bezeichnung «Kanton Rätien», später Kanton Graubünden.